# Arroyo de Naciados
El arroyo de Naciados es un curso de agua del oeste de la península ibérica. Afluente del río Tajo, nace en la provincia de Toledo y discurre en su mayor parte por la de Cáceres.

## Nombre
El curso de agua puede aparecer referido con los nombres de Naciados y Enaciados.

## Curso
El arroyo nace entre las localidades de Herreruela y Caleruela, en la provincia española de Toledo, pero se introduce inmediatamente en la de Cáceres por el término de Puebla de Naciados. Tras discurrir con dirección oeste, acaba desaguando en el río Tajo en un paraje conocido como el Prado de la Monja. Aparece descrito en el duodécimo volumen del Diccionario geográfico-estadístico-histórico de España y sus posesiones de Ultramar de Pascual Madoz con las siguientes palabras:

NACIADOS: arroyo en la prov. de Cáceres, part. jud, de Navalmoral de la Mata: nace entre los pueblos de Herreruela y Coleruela, dist. 1/4 leg. uno de otro, ambos en la prov. de Toledo, part. jud. del Puente del Arzobispo: entra inmediatamente en la prov. de Cáceres y térm. de la Puebla de Naciados, y siguiendo la direccion al O. desagua en el Tajo, al sitio llamado el Prado de la Monja, despues de 2 1/2 leg. de curso: á una leg. de su nacimiento da movimiento á dos molinos harineros de dos piedras cada uno, que llevan su nombre y solo muelen en los meses de lluvias: tiene un solo puente sit. al N. y á la inmediacion de la Puebla, el cual tiene 6 varas escasas de altura, con un solo arco: interrumpe su curso en el verano, conservando algunos charcos.
(Madoz, 1849, p. 8)

Las aguas del río, perteneciente a la cuenca hidrográfica del Tajo, acaban vertidas en el océano Atlántico. Quedan en la localidad de El Gordo los restos de un embalse romano construido sobre las aguas del arroyo.